# Campeonato Cipriota de Patinação Artística no Gelo
O Campeonato Cipriota de Patinação Artística no Gelo é uma competição nacional anual de patinação artística no gelo do Chipre.
A competição determina os campeões nacionais e os representantes do Chipre em competições internacionais como Campeonato Mundial, Campeonato Mundial Júnior, Campeonato dos Quatro Continentes e os Jogos Olímpicos de Inverno.

## Edições
| 2012       |                      | •                    | –                    | [ 1 ]                |                      |                      |                      |                      |
| 2013– 2015 | Não houve competição | Não houve competição | Não houve competição | Não houve competição | Não houve competição | Não houve competição | Não houve competição | Não houve competição |
| 2016       | Limassol             | –                    | •                    | [ 2 ] [ 3 ]          |                      |                      |                      |                      |

## Medalhistas

### Individual masculino
| Evento    | Ouro                                                           | Prata                                                          | Bronze                                                         |
| 2012      | Marios Constantinou                                            | nenhum outro competidor                                        | nenhum outro competidor                                        |
| 2013–2016 | Não houve competição; 2016 não disputa do individual masculino | Não houve competição; 2016 não disputa do individual masculino | Não houve competição; 2016 não disputa do individual masculino |

### Individual feminino júnior
| Evento        | Ouro                       | Prata           | Bronze                 |
| Limassol 2016 | Daniella Vanessa Ipsarides | Polina Ustinova | Giorgia-Isabella Sechi |